# Juan Ramón Martínez
Juan Ramón Martínez (San Miguel, 20 de abril de 1948-4 de agosto de 2024) fue un futbolista salvadoreño que jugó como delantero y disputó los Juegos Olímpicos y la Copa Mundial de México 1968 y 1970.

## Trayectoria
Comenzó su carrera futbolística en la división juvenil de su club local, el Club Deportivo Águila, donde también recibió su primer contrato profesional en 1964. Ganó el campeonato salvadoreño por primera vez en la temporada 1967-68 y consiguió su segundo título en 1971 con el CD Juventud Olímpica.
Posteriormente, jugó en el extranjero con el CSD Municipal de Guatemala y el Indiana Tigers de Estados Unidos, junto a sus compatriotas Raúl Magaña, Rafael Búcaro y Jorge Suárez.
Luego estuvo en el Alianza FC, CD Once Municipal, CD Once Lobos y el CD Atlético Marte, siendo campeón de la Primera División 1980-81 y finalizó su carrera en 1982.

## Selección nacional
Entre 1967 y 1976, completó un total de 32 juegos para la selección salvadoreña, en la que marcó 14 goles. En su segundo año en la selección, participó en los Juegos Olímpicos de México, jugando los tres partidos del grupo 3 y anotando en la derrota ante Israel de 3-1.
Fue con seis goles, el máximo goleador de la clasificación para la Copa Mundial de 1970. En el Mundial, disputó dos encuentros del grupo 1 contra Bélgica (0-3) y el anfitrión México (0-4).

### Participaciones en Juegos Olímpicos
| Torneo                   | Sede   | Resultado    |
| ------------------------ | ------ | ------------ |
| Juegos Olímpicos de 1968 | México | Primera fase |

### Participaciones en Copas del Mundo
| Mundial                        | Sede   | Resultado    |
| ------------------------------ | ------ | ------------ |
| Copa Mundial de Fútbol de 1970 | México | Primera fase |

## Clubes
| Club              | País           | Año       |
| ----------------- | -------------- | --------- |
| Águila            | El Salvador    | 1964-1970 |
| Juventud Olímpica | El Salvador    | 1971-1972 |
| Municipal         | Guatemala      | 1972-1973 |
| Indiana Tigers    | Estados Unidos | 1973-1974 |
| Alianza           | El Salvador    | 1974-1976 |
| Once Municipal    | El Salvador    | 1976-1979 |
| Once Lobos        | El Salvador    | 1979-1980 |
| Atlético Marte    | El Salvador    | 1980-1982 |

## Palmarés

### Títulos nacionales
| Título           | Equipo            | País        | Año     |
| ---------------- | ----------------- | ----------- | ------- |
| Primera División | Águila            | El Salvador | 1967-68 |
| Primera División | Juventud Olímpica | El Salvador | 1971    |
| Segunda División | Once Lobos        | El Salvador | 1979-80 |
| Primera División | Atlético Marte    | El Salvador | 1980-81 |

### Distinciones individuales
| Distinción                                                                     | Año  |
| ------------------------------------------------------------------------------ | ---- |
| Máximo goleador de la Clasificación de Concacaf para la Copa Mundial de Fútbol | 1970 |